# Kohlhieb
Der Kohlhieb ist mit einer Höhe von 790 m ü. NHN ein Berg im südöstlichsten Teil des Thüringer Waldes an der Grenze zum Thüringer Schiefergebirge im südlichen Ilm-Kreis.